# Lavaux (huyện)
Lavaux là một huyện ở bờ đông bắc hồ Geneva (Lac Léman) bang Vaud giữa Lausanne và Vevey. Huyện lỵ là Cully, nhưng trước đây là Lutry. Huyện này có một phần của vùng di sản thế giới Lavaux. Huyện này gồm có đô thị sau:
- Bourg-en-Lavaux
- Chexbres
- Forel
- Lutry
- Puidoux
- Rivaz
- Saint-Saphorin
- Savigny
- Treytorrens